# 니와 류헤이
니와 류헤이(일본어: 丹羽 竜平, 1986년 1월 13일 ~ )는 일본의 축구 선수이다.

## 구단 경력
그는 2004년부터 2019년까지 J리그의 비셀 고베, 세레소 오사카, 사간 도스, 제프 유나이티드 지바, 가고시마 유나이티드 FC, SC 사가미하라에서 활동하였다.